# マイジャグラー
マイジャグラーは、2010年9月に北電子が発売した5号機のパチスロ機。保安通信協会（保通協）における型式名も同じ。本項ではその後継機についても述べる。

## 概要
5号機のジャグラーシリーズ8番目の機種に当たる本機は、シリーズ初の機能を多数備えている。

### 新型の告知ランプ
本機では、初代ジャグラーから一貫して筐体左脇にあったボーナス告知ランプ（GOGOランプ）を筐体中央部に移した。さらにランプの発光部分が筐体奥にあるため、ランプを正面から見ないと確認できないようになっている。
これにより、打ち手だけがボーナス成立を知ることが出来るようになっている（ただし、いわゆる「リーチ目」はボーナス絵柄揃いで発生する）。本機の名称「マイジャグラー」の「マイ」もここに由来する。
なおこのコンセプトに基づき、本機では後告知時の告知音は搭載していない。

### ボーナス中の音楽
ボーナス中の音楽は、初代ジャグラーからジャンキージャグラーまでの6種類のボーナス中音楽がランダムで流れる。
また、1G連プレミアムの音楽だった軍艦マーチが、前回ボーナス終了後3ゲームまでに拡張されている他、ゾロ目ゲーム成立のプレミアム音楽に「第九（歓喜の歌）」が加わっている。

### 中段チェリー
従来の5号機のジャグラーシリーズでは、変則押しをしない限り中段チェリーは出現しなかったが、本機では左リールにある2個のチェリーがそれぞれ別図柄になっており、単独チェリー成立時には順押しでも中段チェリーが停止する可能性がある。この単独チェリーは必ずビッグボーナスとの同時成立となる。

### その他
- シリーズ初のフリーズ演出が搭載された。ビッグボーナス確定の演出となる。
- リプレイ絵柄もシリーズ初のトラである（「リトライ」の意味）。名前は一般公募で「トラっぴ」と名付けられた。

## ボーナス確率
BIGは7絵柄揃い、REGは7・7・BARの1種類ずつ。BAR揃いはチャンス目(ボーナス成立告知目)となっている。
確率と機械割はメーカー発表値。
| 設定 | BIG確率 | REG確率 | 合成確率 | 機械割 |
| ---- | ------- | ------- | -------- | ------ |
| 1    | 1/287.4 | 1/431.2 | 1/172.5  | 95.7%  |
| 2    | 1/282.5 | 1/364.1 | 1/159.1  | 97.9%  |
| 3    | 1/273.1 | 1/341.3 | 1/151.7  | 99.9%  |
| 4    | 1/264.3 | 1/292.6 | 1/138.9  | 102.8% |
| 5    | 1/252.1 | 1/277.7 | 1/132.1  | 105.3% |
| 6    | 1/240.9 | 1/240.9 | 1/120.5  | 109.4% |

## 後継機種
後継機は、初代からのナンバリングで4機種発売された。いずれもスペックはIIからIVまでは初代マイジャグラーと同一。

### マイジャグラーII
2012年8月に登場。形式名は「マイジャグラーIIK」。ドラム下GOGOランプの形状がリニューアルされている。100ゲーム以内のゾロ目でのビッグボーナス成立時のプレミアム音楽として「剣士の入場」「クシコスポスト」を採用。
2013年11月には「マイジャグラーIIKK」が登場。IIKとの違いとして、上部パネルに書かれているジャグラーの左手が「パー」から「チョキ」に変更されている。
レバーオン時にCHANCE部分のみ点灯し、ボタン停止毎にランプがステップアップで最後にGOGOランプが完成していくパターンや、GOGO!部分だけが点灯する、GOGO!部分が点滅する、GOGO部分がレインボーに輝く等のプレミアムパターンが用意されている。

### マイジャグラーIII
2015年7月に登場。形式名は「マイジャグラーIIIKD」。GOGOランプ部分が小型液晶になった。これに伴い、プレミアム点灯パターンに、GOGOランプのGOGO!部分が飛び出る演出やGOGOランプが25分割するパターン点灯等を追加した。プレミアムBGMには、IIのBGMに加え「くるみ割り人形」を追加。

### マイジャグラーIV
2018年7月に登場。検定通過名は「マイジャグラーIV/KE」。前作同様GOGOランプ部分に小型液晶を搭載しており、新たなプレミアム演出が追加されている。
- 回転GOGO：GOGOランプのGOGO!部分がクルクルとギザギザの部分を回る。GOGOの色で、歴代機種のBB音に対応している。
- ふちどりGOGO：ランプの縁取り部分に更にラインが出現する。ラインの色で、歴代機種のBB音に対応している。

プレミアムBGMには、3のものに加えて特定プレミアム条件達成時（GOGOランプのいずれかの要素または複合的にレインボー表示になる。ボーナス終了後の1～3ゲーム、11ゲーム～99ゲームまでのゾロ目でのビックボーナス成立時にはそれぞれ軍艦マーチ、プレミアム音楽が優先される）に「ねこふんじゃった」が追加された。

### マイジャグラーV
2021年12月に登場。マイジャグラーシリーズ初の6号機で検定通過名は「SマイジャグラーVKD」。3以降の過去作同様GOGOランプ部分に小型液晶を搭載しており、新たなプレミアム演出が追加されている。なお、6号機になったことにより獲得枚数がビッグが約240枚、レギュラーが約96枚とそれぞれ減少している。機械割も低設定が大幅に変更された。

確率と機械割（メーカー発表値）
| 設定 | BIG確率 | REG確率 | 合成確率 | 機械割 |
| ---- | ------- | ------- | -------- | ------ |
| 1    | 1/273.1 | 1/409.6 | 1/173.8  | 97.0%  |
| 2    | 1/270.8 | 1/385.5 | 1/159.1  | 98.0%  |
| 3    | 1/266.4 | 1/336.1 | 1/148.6  | 99.9%  |
| 4    | 1/254.0 | 1/290.0 | 1/135.4  | 102.8% |
| 5    | 1/240.1 | 1/268.6 | 1/126.8  | 105.3% |
| 6    | 1/229.1 | 1/229.1 | 1/114.6  | 109.4% |

- ネオンGOGO!：GOGOランプの縁取り部分がネオン調に変化する。
- クリスタルGOGO!：GOGO!の部分がクリスタル調に変化する。
- トラっぴタッチ：今回のランプは、ランプ左右がトラっぴの肉球になっている。ランプ部分にトラっぴの顔が浮かび上がって「タッチ!」と表示されたら肉球部分をタッチすることで、GOGOランプが点灯かつプレミアム演出が発生する。

プレミアムBGMには、4のものに加えて「トリッチ・トラッチ・ポルカ」が追加された。また既存のプレミアムBGMは新たにリファインされている。